# Landstrekenbuurt

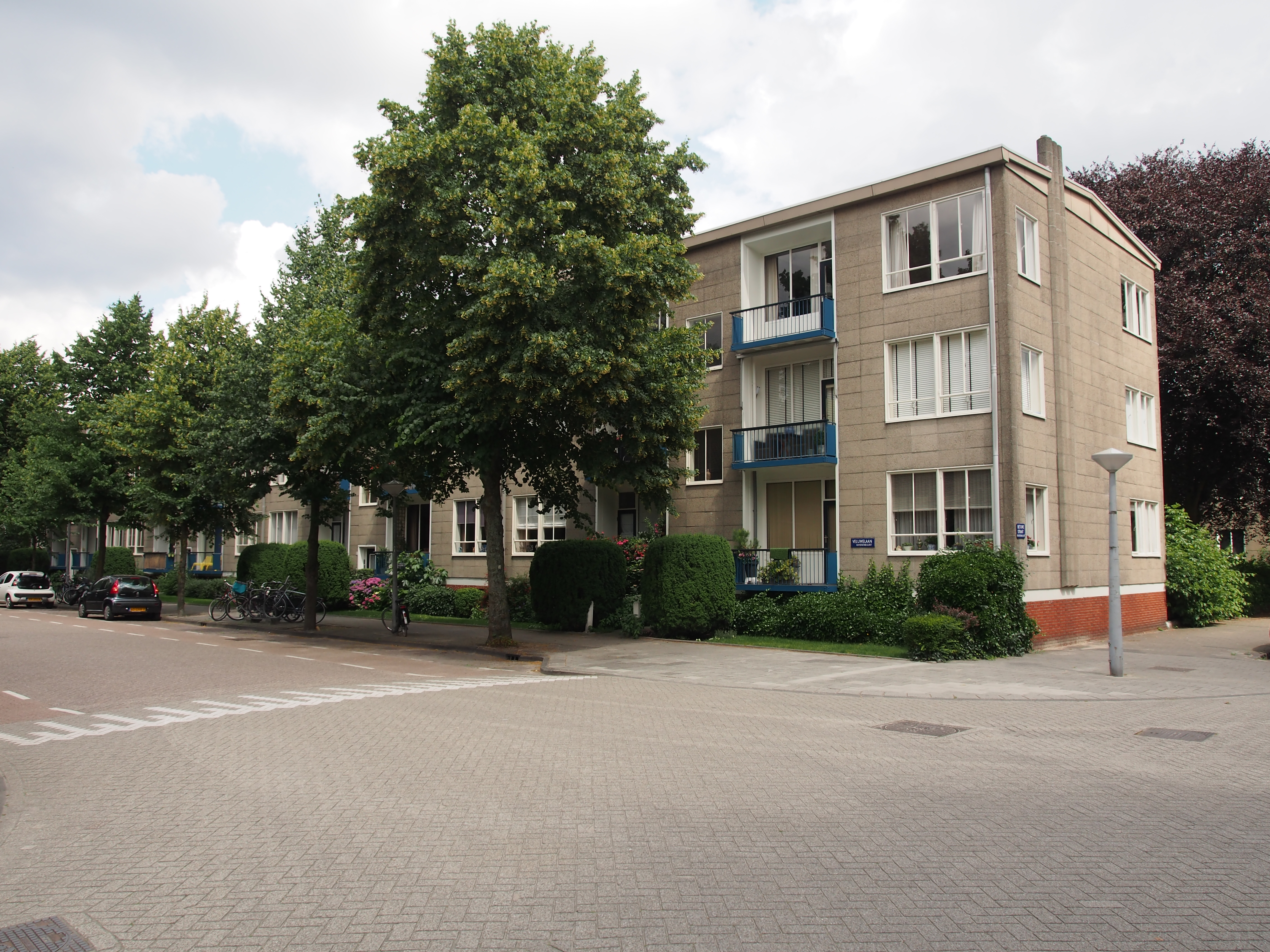
Veluwelaan/Betuwestraat

De Landstrekenbuurt is een subwijk in Amsterdam-Zuid. De wijk, ook wel De Mirandastrook genoemd, is gelegen ten zuiden van de Rivierenbuurt en President Kennedylaan, ten noorden van de Zuidelijke Wandelweg, ten oosten van de Europaboulevard en ten westen van de De Mirandalaan en het De Mirandabad.
De relatief kleine wijk is gebouwd kort na de Tweede Wereldoorlog op het grondgebied dat tot 1921 toebehoorde aan de gemeente Nieuwer-Amstel maar dat jaar werd geannexeerd door Amsterdam.
De straten zijn vernoemd naar landstreken in Nederland zoals de oostwest lopende Baroniestraat, Betuwestraat en Oldambtstraat en de noordzuid lopende Veluwelaan, Westerwoldsestraat en Graafschapstraat.
De bebouwing bestaat voornamelijk uit Airey-woningen naar ontwerp van J.F. Berghoef uit 1952 dat "Amstelhof" wordt genoemd. Het bestaat uit 96 flats in vier etages hoge blokken, 192 flats in drie etages hoge blokken, achttien eengezinswoningen en drie winkels met woningen.
De woningblokken zijn opgetrokken uit beton en laten veel licht toe. Deze blokken werden eind jaren negentig met sloop bedreigd, omdat ze niet meer in de omgeving zouden passen en niet meer voldeden aan de eisen van de tijd. Door protesten is de sloop uiteindelijk tegengehouden.
Het gebied ten zuidwesten van de wijk is nu volop in ontwikkeling.
 Abberdaan · Admiralenbuurt · Amstel III · Amsteldorp · Amstelkwartier · Andreas Ensemble · Apollobuurt · ArenAPoort · Bajeskwartier · Banne Buiksloot · Bedrijventerrein Sloterdijk · Bellamybuurt · Betondorp · Bijlmer · Binnenstad · Bloemenbuurt · Borgerbuurt · Borneo · Bos en Lommer · Buiksloot · Buiksloterham · Buikslotermeer · Buiteneiland · Buitenveldert · Bullewijk · Burgwallen Oude Zijde · Burgwallen Nieuwe Zijde · Centrum Amsterdam Noord · Centrumeiland · Chassébuurt · Chinatown · Cremerbuurt (Amsterdam) · Cruquius · Czaar Peterbuurt · Da Costabuurt · Dapperbuurt · De Aker · De Baarsjes · De Bongerd · De Eendracht · De Heining · De Krommert · De 9 Straatjes · De Omval · De Pijp · Diamantbuurt · Driemond · Disteldorp · Dubbele Buurt · Duivelseiland · Duvelshoek · Elzenhagen · Erasmusparkbuurt · Floradorp · Frederik Hendrikbuurt · Funenpark · Gaasperdam · Gein · Geuzenveld · Gibraltarbuurt · Gouden Reael · Gulden Winckelbuurt · Grachtengordel · Haarlemmerbuurt · Hallenkwartier · Haven-Stad · Haveneiland · Havenstraatterrein · Helmersbuurt · Het Funen · Holendrecht · Hoofddorppleinbuurt · Houthaven · IJ-oevers · IJburg · IJdock · IJplein · Indische Buurt · Jan Maijenbuurt · Java-eiland · Jeruzalem · Jeugdland ·Jodenbuurt · Jordaan · Julianapark · Kadijken · Kadoelen · Kattenburg · Kinkerbuurt · KNSM-eiland · Kolenkitbuurt · Kop van Jut · Van der Kunbuurt · Laan van Spartaan · Landlust · Landstrekenbuurt · Lastage · Leidsebuurt · Lutkemeer · Marathonbuurt · Marineterrein · Marken · Marktkwartier · Medisch Centrum Slotervaart · Mercatorbuurt · Middelveldsche Akerpolder · Molenwijk · Museumkwartier · Nellestein · Nieuw Sloten · Amsterdam Nieuw-West · Nieuwe Pijp · Nieuwendam · Nieuwendammerdijk en Buiksloterdijk · Nieuwendammerham · Nieuwezijde · Nieuwmarkt · Noorderhof · Noordoever Sloterplas · Noordse Bos · Olympisch Kwartier · Omval · Ookmeer · Oostelijk Havengebied · Oostelijke Eilanden · Oostelijke Handelskade · Oostenburg · Oosterdokseiland · Oosterparkbuurt · Oostoever Sloterplas · Oostpoort · Oostzanerwerf · Osdorp · Oud Osdorp · Oud-Oost · Oud-West · Oud-Zuid · Oude Pijp · Oudezijde · Overamstel · Overhoeks · Overtoombuurt · Overtoomse Buurt · Overtoomse Veld · Park Haagseweg · Park de Meer · Plan van Gool · Plan West · Plan Zuid · Planciusbuurt · Plantagebuurt · Postjesbuurt · Prinses Irenebuurt · Rapenburg · Reigersbos · Riekerpolder · Rieteilanden · Rietlanden · Rivierenbuurt · Robert Scottbuurt · Roeterseiland · Ruigoord · Schinkel (bedrijventerrein) · Schinkelbuurt · Science Park · Sloten · Sloterdijk · Sloterdijk-Centrum · Slotermeer · Slotervaart · Sluisbuurt · Spaarndammerbuurt · Spieringhorn · Sporenburg · Sportheldenbuurt · Staatsliedenbuurt · Stadionbuurt · Steigereiland · Strandeiland · Teleport · Transvaalbuurt · Trompbuurt · Tuindorp Buiksloot · Tuindorp Buiksloterham · Tuindorp Nieuwendam · Tuindorp Oostzaan · Tuttifruttidorp · Van Tijenbuurt · Uilenburg · Universiteitskwartier · Valkenburg · Van der Kunbuurt · Van der Pekbuurt · Van Lennepbuurt · Venserpolder · Vlooienburg · Vogelbuurt · Vogeldorp · Vogeltjeswei · Volewijck · Vondelparkbuurt · Vrije Geer · Waalseiland · Watergraafsmeer · Waterlandpleinbuurt · Waterwijk · Weesp · Weesperbuurt · Weespertrekvaartbuurt · Weesperzijde · Westelijke Eilanden · Westelijke Tuinsteden · Westerdokseiland · Westerpark · Westpoort · Willemspark · Wittenburg · Zeeburg · Zeeburgereiland · Zeeheldenbuurt · Zuidas · Zuideramstel